# Station spatiale au cinéma

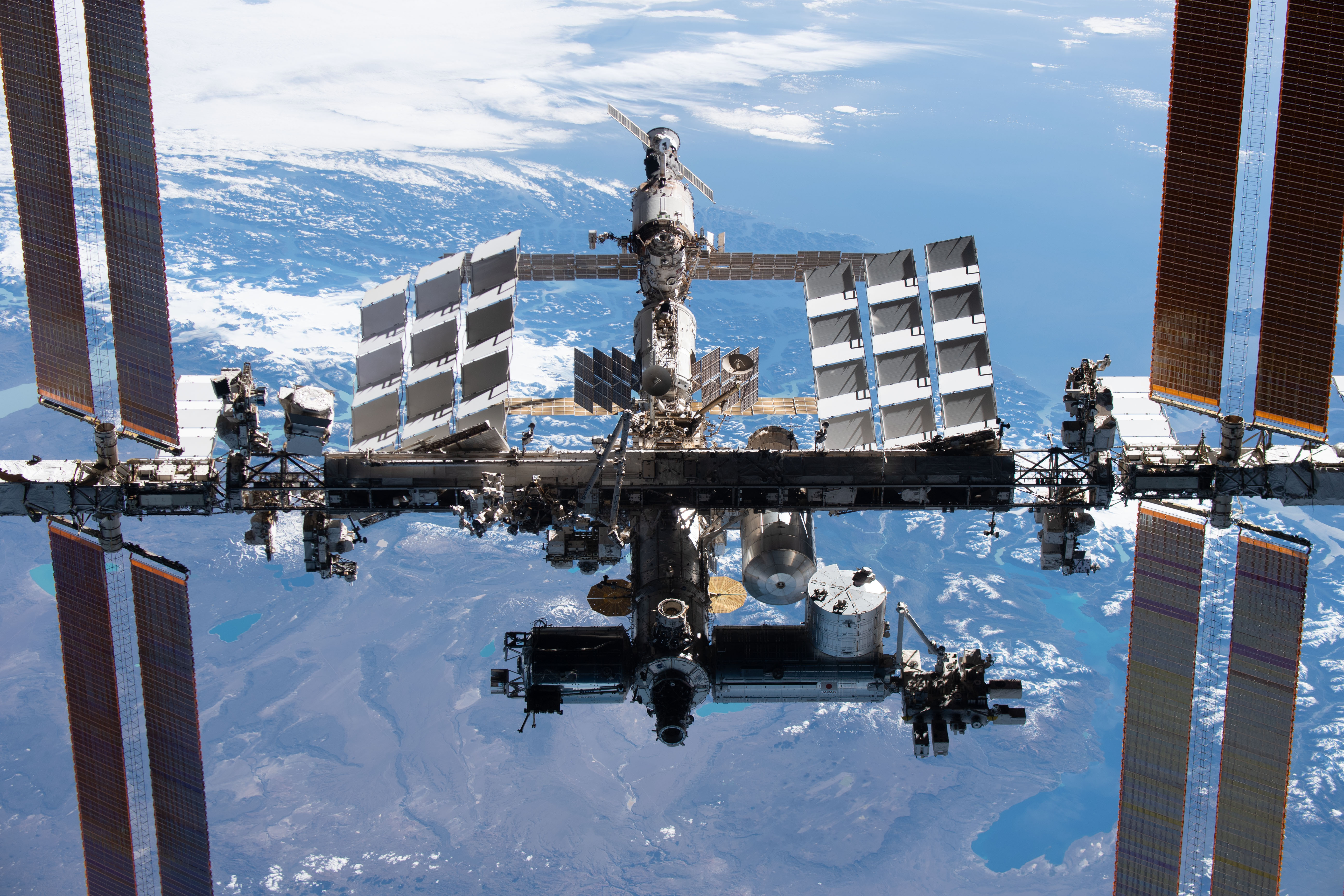
La Station spatiale internationale a été prise comme modèle dans de différents films tels que Gravity, Le Jour d'après, Space Time : L'ultime Odyssée, Space Station 3D et 16 levers de soleil.

La station spatiale est, au cinéma, un des cadres récurrents du film de science-fiction. Elle est présente dans plusieurs films tels que 2001, l'Odyssée de l'espace (1968) et Life : Origine inconnue (Life, 2017). Il existe aussi des documentaires sur des stations spatiales réellement existantes, tels ceux sur la Station spatiale internationale et Mir dans Space Station 3D (2002) et 16 levers de soleil (2018).

## Liste des films
| Titre français                                | Titre original                               | Année | Station spatiale                                                     | Réf.   |
| --------------------------------------------- | -------------------------------------------- | ----- | -------------------------------------------------------------------- | ------ |
| 16 levers de soleil                           |                                              | 2018  | Station spatiale internationale                                      | [ 1 ]  |
|                                               | 51 Degrees North                             | 2015  | —                                                                    | [ 2 ]  |
| 2001, l'Odyssée de l'espace                   | 2001: A Space Odyssey                        | 1968  | Station spatiale V                                                   | [ 3 ]  |
| 3022                                          |                                              | 2019  |                                                                      | [ 4 ]  |
|                                               | A Beautiful Planet                           | 2016  | Station spatiale internationale                                      | [ 5 ]  |
| Ad Astra                                      |                                              | 2019  | Station spatiale de recherche biomédicale norvégienne                | [ 6 ]  |
| Aliens, le retour                             | Aliens                                       | 1986  | Station Gateway                                                      | [ 7 ]  |
| Androïde                                      | Android                                      | 1982  | Terraport Station ULC-53                                             | [ 8 ]  |
|                                               | Arena                                        | 1989  |                                                                      | [ 9 ]  |
| Armageddon                                    |                                              | 1998  | Mir                                                                  | [ 3 ]  |
| Bataille au-delà des étoiles                  | ガンマー第3号 宇宙大作戦                     | 1968  | Gamma 3                                                              | [ 10 ] |
| Cargo                                         |                                              | 2009  | Station 42                                                           | [ 11 ] |
| The Cloverfield Paradox                       |                                              | 2018  | Cloverfield Station                                                  | [ 12 ] |
| La Conquête de l'espace                       | Conquest of Space                            | 1955  | The Wheel                                                            | [ 7 ]  |
| Contact                                       |                                              | 1997  | Mir                                                                  | [ 3 ]  |
| Dante 01                                      |                                              | 2008  | Dante 01                                                             | [ 13 ] |
| Dark City                                     |                                              | 1998  |                                                                      | [ 14 ] |
|                                               | Earth II                                     | 1971  | Earth II                                                             | [ 10 ] |
| Elysium                                       |                                              | 2013  | Elysium                                                              | [ 15 ] |
| Enemy                                         | Enemy Mine                                   | 1985  |                                                                      | [ 16 ] |
| Event Horizon, le vaisseau de l'au-delà       | Event Horizon                                | 1997  | Daylight Space Station                                               | [ 17 ] |
| Fortress 2 : Réincarcération                  | Fortress 2: Re-Entry                         | 2000  |                                                                      | [ 18 ] |
| Geostorm                                      |                                              | 2017  | International Climate Space Station                                  | [ 19 ] |
| Gravity                                       |                                              | 2013  | Station spatiale internationale et Tiangong                          | [ 20 ] |
| Un nouvel espoir                              | A New Hope                                   | 1977  | Étoile de la mort                                                    | [ 3 ]  |
| Hellraiser: Bloodline                         |                                              | 1996  | Minos                                                                | [ 21 ] |
|                                               | I Diafanoidi Vengono da Marte                | 1966  |                                                                      | [ 10 ] |
| Interstellar                                  |                                              | 2014  | Cooper Station                                                       | [ 22 ] |
| Io                                            |                                              | 2019  |                                                                      | [ 23 ] |
| Jason X                                       |                                              | 2002  | Solaris research space station                                       | [ 24 ] |
| Le Jour d'après                               | The Day After Tomorrow                       | 2004  | Station spatiale internationale                                      | [ 25 ] |
| Life : Origine inconnue                       | Life                                         | 2017  | Station spatiale internationale                                      | [ 26 ] |
| Lockout                                       |                                              | 2012  | MS One                                                               | [ 27 ] |
| Mission to Mars                               |                                              | 2000  | World Space Station                                                  | [ 10 ] |
|                                               | Mission to Mir                               | 1997  | Mir                                                                  | [ 28 ] |
| Moonraker                                     |                                              | 1979  |                                                                      | [ 3 ]  |
|                                               | Mutiny in Outer Space                        | 1965  |                                                                      | [ 10 ] |
| Mystery Science Theater 3000: The Movie       |                                              | 1996  | Satellite of Love                                                    | [ 29 ] |
| Les Naufragés de l'espace                     | Marooned                                     | 1969  | SIVb Orbital Workshop                                                | [ 30 ] |
| Oblivion                                      |                                              | 2013  | The Tet                                                              | [ 31 ] |
| Out of the Present                            |                                              | 1997  | Mir                                                                  | [ 32 ] |
| La Planète des singes                         | Planet of the Apes                           | 2001  | Oberon                                                               | [ 33 ] |
| Le Principe de l'arche de Noé                 | The Noah's Ark Principle                     | 1984  | Florida Arklab                                                       | [ 34 ] |
| Project Moonbase                              |                                              | 1953  |                                                                      | [ 10 ] |
|                                               | Queen of Outer Space                         | 1958  |                                                                      | [ 10 ] |
| Rampage : Hors de contrôle                    | Rampage                                      | 2018  |                                                                      | [ 35 ] |
| Le Retour du Jedi                             | Return of the Jedi                           | 1983  | Étoile de la mort II                                                 | [ 3 ]  |
|                                               | Robotech: The Shadow Chronicles              | 2006  | Space Station Liberty                                                | [ 36 ] |
| Rogue One: A Star Wars Story                  |                                              | 2016  | Étoile de la mort                                                    | [ 37 ] |
| Salyut 7                                      | Салют 7                                      | 2017  | Saliout 7                                                            | [ 38 ] |
| Solaris                                       | Солярис                                      | 1972  | Solaris Station                                                      | [ 39 ] |
| Solaris                                       |                                              | 2002  | Prometheus Station                                                   | [ 39 ] |
|                                               | Space-Men                                    | 1960  | Zulu Extra 34                                                        | [ 40 ] |
| Cap sur les étoiles                           |                                              | 1986  | Daedalus                                                             | [ 29 ] |
| Space Station 3D                              |                                              | 2002  | Station spatiale internationale                                      | [ 41 ] |
| Space Station 76                              |                                              | 2014  | Omega 76 Space Station                                               | [ 42 ] |
| Space Time : L'ultime Odyssée                 | Love                                         | 2011  | Station spatiale internationale                                      | [ 43 ] |
|                                               | Star Crystal                                 | 1986  |                                                                      | [ 44 ] |
| Star Trek : Sans limites                      | Star Trek Beyond                             | 2016  | Yorktown                                                             | [ 45 ] |
| Star Trek, le film                            | Star Trek: The Motion Picture                | 1979  | Space dock                                                           | [ 10 ] |
| Star Trek 2 : La Colère de Khan               | Star Trek II: The Wrath of Khan              | 1982  | Space dock                                                           | [ 10 ] |
| Star Trek 3 : À la recherche de Spock         | Star Trek III: The Search for Spock          | 1984  | Space dock                                                           | [ 10 ] |
| Star Trek 4 : Retour sur Terre                | Star Trek IV: The Voyage Home                | 1986  | Space dock                                                           | [ 10 ] |
| Star Trek 5 : L'Ultime Frontière              | Star Trek V: The Final Frontier              | 1989  | Space dock                                                           | [ 10 ] |
| Star Trek 6 : Terre inconnue                  | Star Trek VI: The Undiscovered Country       | 1991  | Space dock                                                           | [ 10 ] |
| Star Wars, épisode III : La Revanche des Sith | Star Wars: Episode III - Revenge of the Sith | 2005  | Étoile de la mort                                                    | [ 3 ]  |
| La Stratégie Ender                            | Ender's Game                                 | 2013  | Battle School                                                        | [ 29 ] |
| Starship Troopers                             |                                              | 1997  | Ticonderoga                                                          | [ 46 ] |
| Starship Troopers: Invasion                   |                                              | 2012  | Fort Casey                                                           | [ 47 ] |
| Titan A.E.                                    |                                              | 2000  | Salvage Station TAU 14 New Bangkok                                   | [ 48 ] |
| Tik Tik Tik (en)                              | टिक टिक टिक                                     | 2018  |                                                                      | [ 49 ] |
| Valérian et la Cité des mille planètes        |                                              | 2017  | Alpha (construite sur la base de la Station spatiale internationale) | [ 50 ] |
| Virus                                         |                                              | 1999  | Mir                                                                  | [ 51 ] |
| The Wandering Earth                           | 流浪地球                                     | 2019  |                                                                      | [ 52 ] |
|                                               | Zenon: Girl of the 21st Century              | 1999  |                                                                      | [ 53 ] |
|                                               | Zenon: The Zequel                            | 2001  |                                                                      | [ 53 ] |
|                                               | Zenon: Z3                                    | 2004  |                                                                      | [ 54 ] |